# Seleuc (poeta)
Seleuc (en llatí Seleucus, en grec antic Σέλευκος) fou un poeta grec fill de l'historiador Mnesiptòlem.
Va florir sota el rei selèucida de Síria Antíoc III el Gran. Un scholion sobre Seleuc fou preservat per Ateneu de Naucratis que l'anomena com τὸν τῶν ἱλαρῶν ἂσμάτων ποἱητην) i també apareix a l'Antologia grega.